# Schloss L’Herm

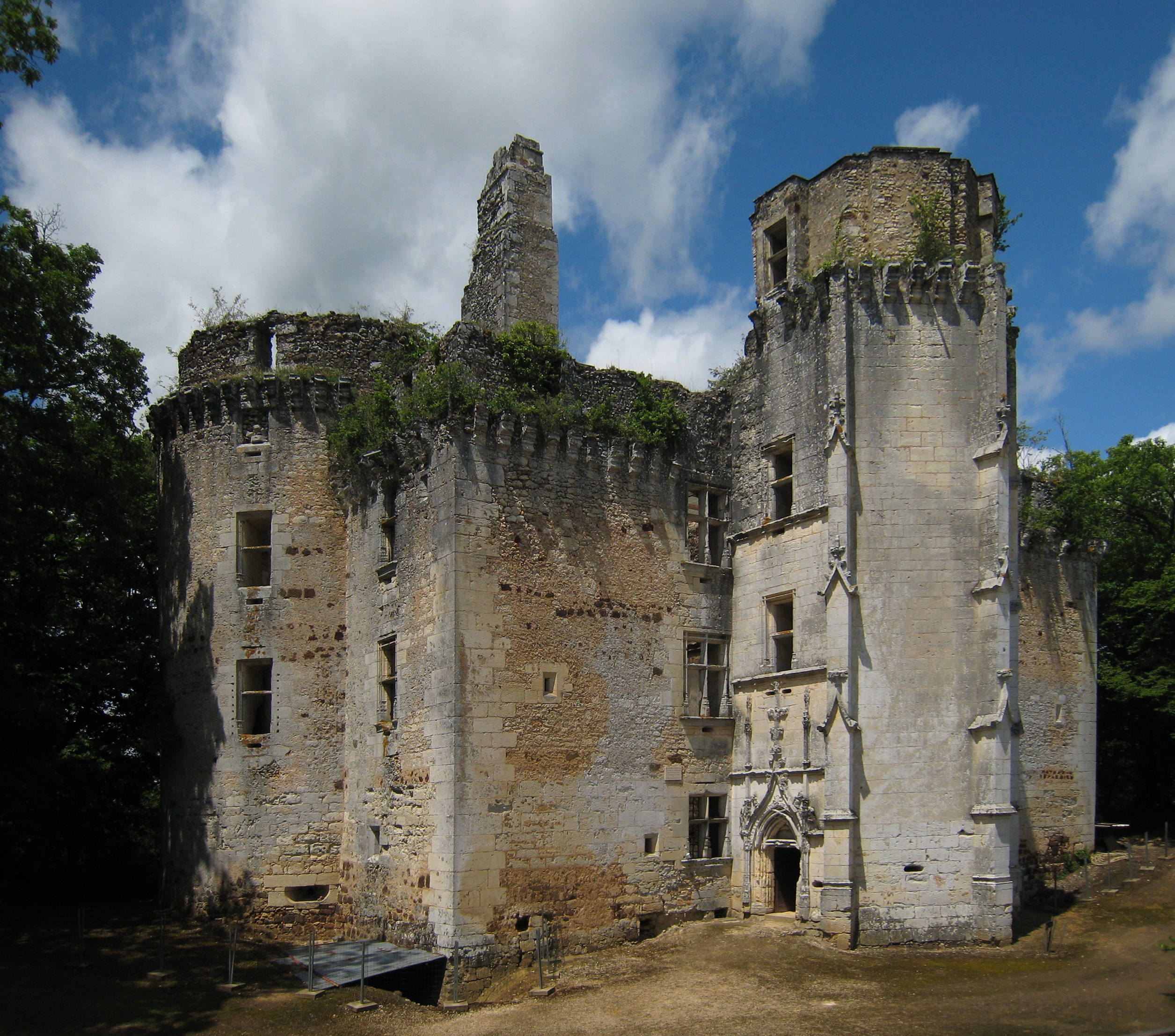
Ruine des Schlosses L’Herm

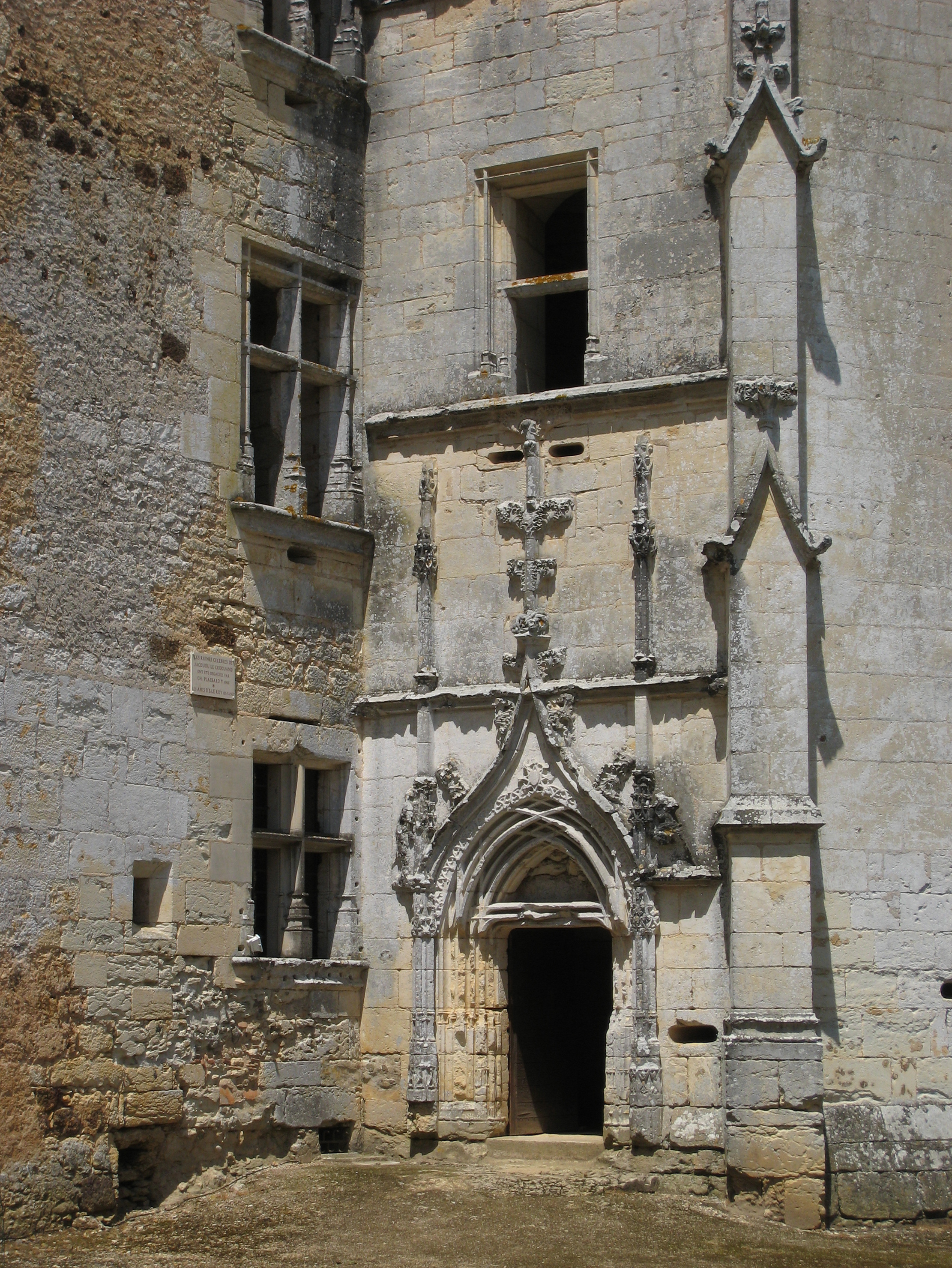
Baustilistische Details

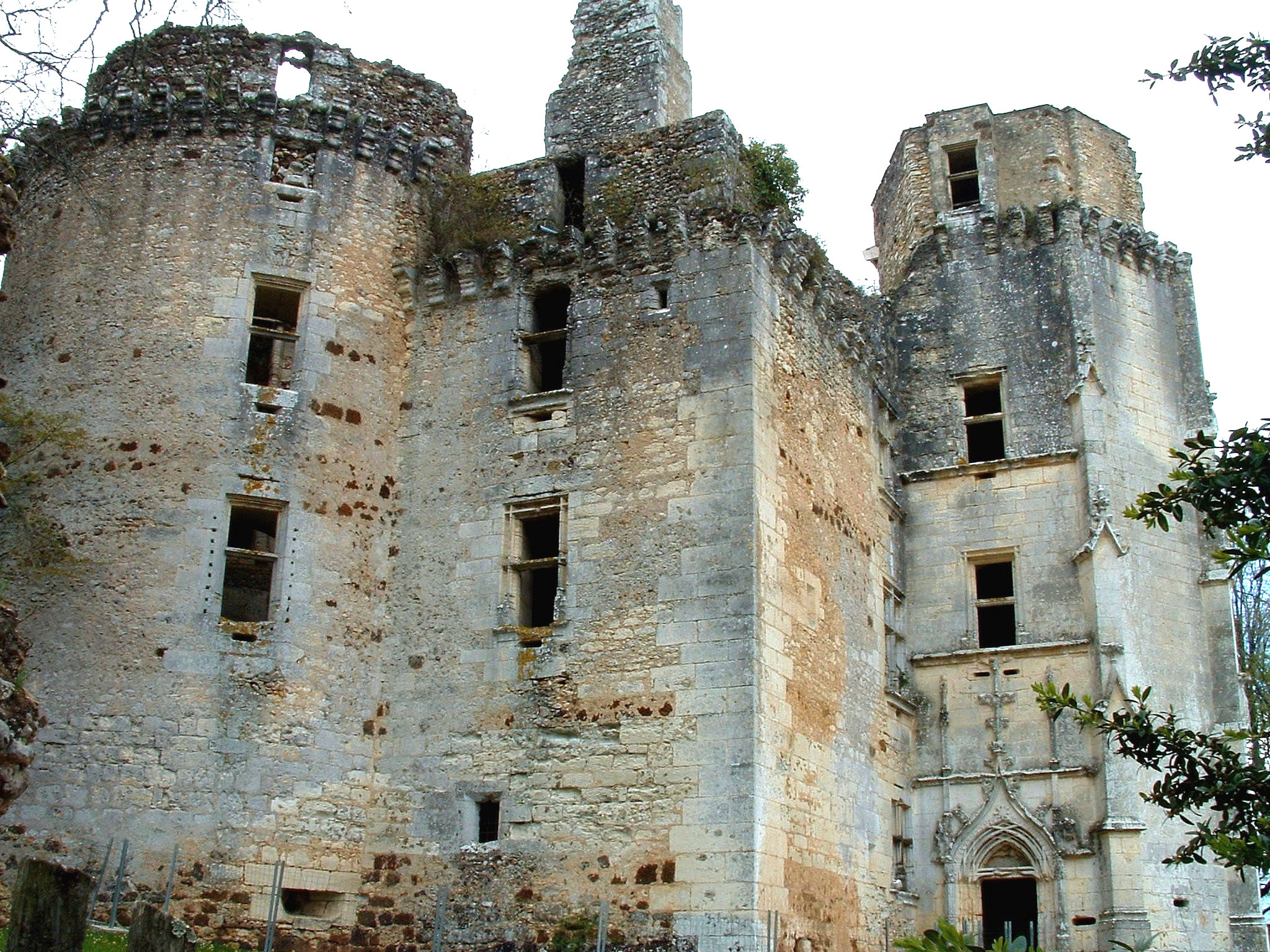
2010

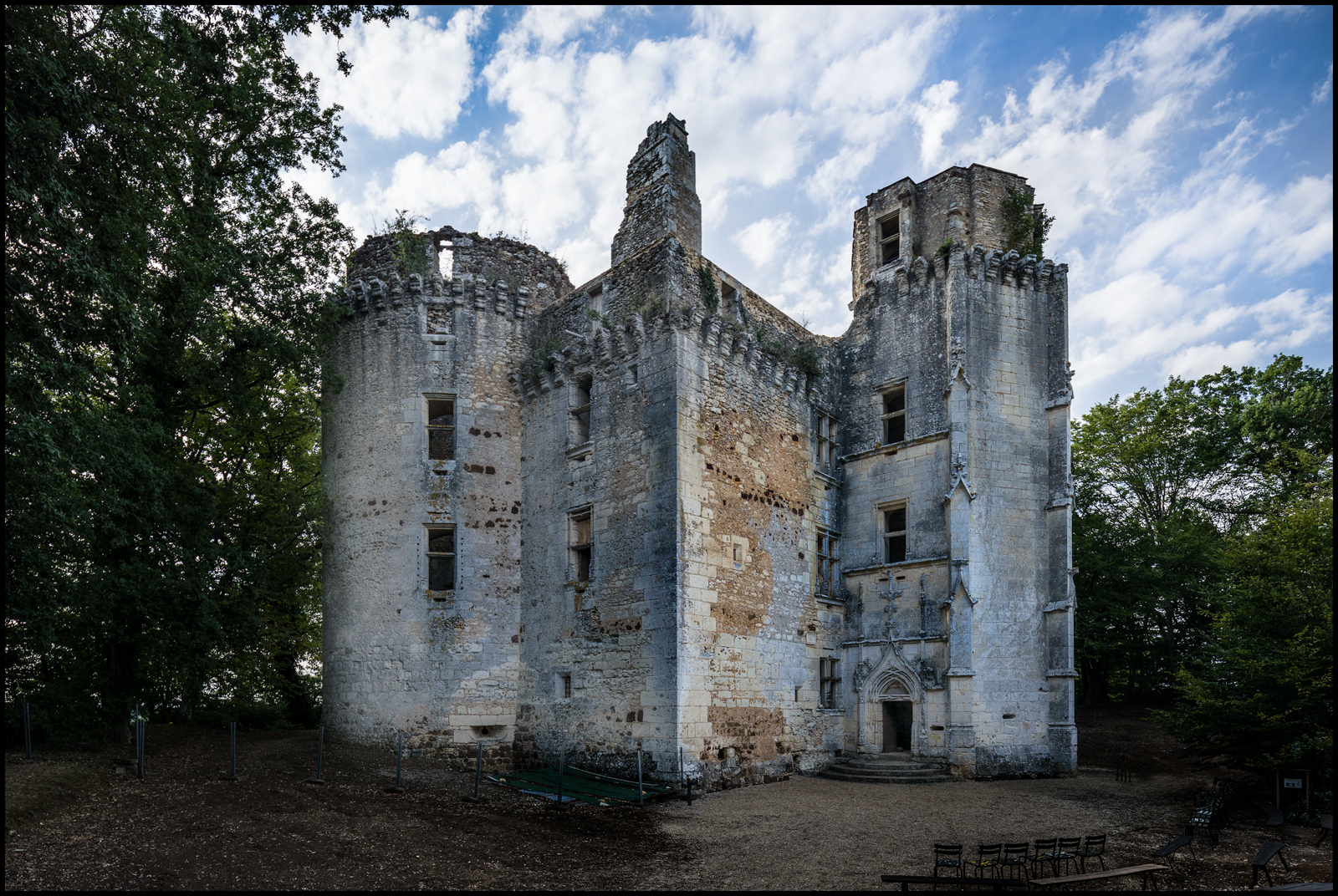
2017

Das Schloss L’Herm liegt in der französischen Gemeinde Rouffignac-Saint-Cernin-de-Reilhac im Département Dordogne. Die Ursprünge des Bauwerkes gehen auf den Anfang des 14. Jahrhunderts zurück. Die übrig gebliebene Ruine ist in letzter Zeit Gegenstand historischer und archäologischer Untersuchungen und steht inzwischen auch Besuchern offen. Seit 2018 hat der neue Besitzer erhebliche Renovierungsarbeiten durchgeführt.

## Geschichte
Genaue Angaben über die erste Befestigung fehlen. Burg und Wall mit darauf stehendem Bergfried wurden wahrscheinlich um 1300 errichtet. Dem Schutz dieser Baulichkeiten dienten 5 bis 6 m tiefe Gräben sowie in der ersten Zeit ein Holzzaun. Es wird davon ausgegangen, dass L’Herm anfänglich ein Lehnsgut und später Adelssitz war. Der Titel der Herren von L’Herm erscheint zum ersten Mal um 1400 im Schrifttum, als Hélie la Roque den Lehnseid ablegte. Die Burg blieb bis 1438 im Besitz dieser Familie und ging danach auf die Familie Lacropte über. Im Jahr 1500 wurde das Anwesen an Jean de Calvimont, Herr von Tursac, verkauft.
Nach Ende des Hundertjährigen Krieges begann der in dieser Zeit übliche Umbau zu einem wohnlichen Schlösschen. Die Familie Calvimont widmete sich dieser Aufgabe, bis 1586 der letzte Träger des Namens, Jean IV., verstarb. In der Folge entwickelte sich im Streit um das Besitzrecht eine Familientragödie, in deren Verlauf die Akteure auch vor Mord nicht zurückschreckten. Als die tatsächlichen Besitzverhältnisse schließlich nicht mehr zu klären waren, kam es am 16. Juni 1679 zur Versteigerung in Paris. Für 40.000 Pfund ging die gesamte Lehnsherrschaft, gelegen in den Pfarreien Rouffignac, Milhac und Plazac, samt der hohen, mittleren und niederen Gerichtsbarkeit sowie den lehnsherrlichen Rechten an Marie de Hautefort, Nichte der Herzogin Schomberg. Ab 1714 galt das Schloss L’Herm als unbewohnt und dem Verfall überlassen. Beim Tod der Herzogin fiel das Schloss an den Markgrafen Emmanuel de Hautefort, und das Land wurde aufgeteilt.
Ende des 19. Jahrhunderts gelangte die Ruine des Schlosses L’Herm noch einmal zu Ruhm, indem sie dem Schriftsteller Eugène Le Roy als Kulisse für seinen Roman Jacquou le Croquant diente.

## Architektur
Das aktuelle Bauwerk mit seinen meterdicken Mauern wurde von Jean II. de Calvimont zwischen 1490 und 1520 im spätgotischen Flamboyant-Stil errichtet. Es weist einen rechteckigen, 25 m × 10 m großen Wohnbereich auf, der aus kleineren Räumen und einem großen Salon besteht und von zwei gewaltigen Rundtürmen flankiert wird. Gegenüber den Rundtürmen befindet sich ein dritter, der einer Wendeltreppe und der Schatzkammer Platz bietet.